# Skite de Maniava
Le skite de Manyava (en ukrainien : Скит Манявський (Український Афон, Хресто-Воздвиженський чоловічий монастир), en russe : Манявский скит) est un important monastère ukrainien situé dans le raïon d'Ivano-Frankivsk près de la petite ville de Manyava en Ukraine occidentale. Il est parfois appelé le mont-Athos ukrainien.

## Historique
Le monastère est classé,,,,, et situé dans la réserve naturelle du Skyt-Maniavskyi.

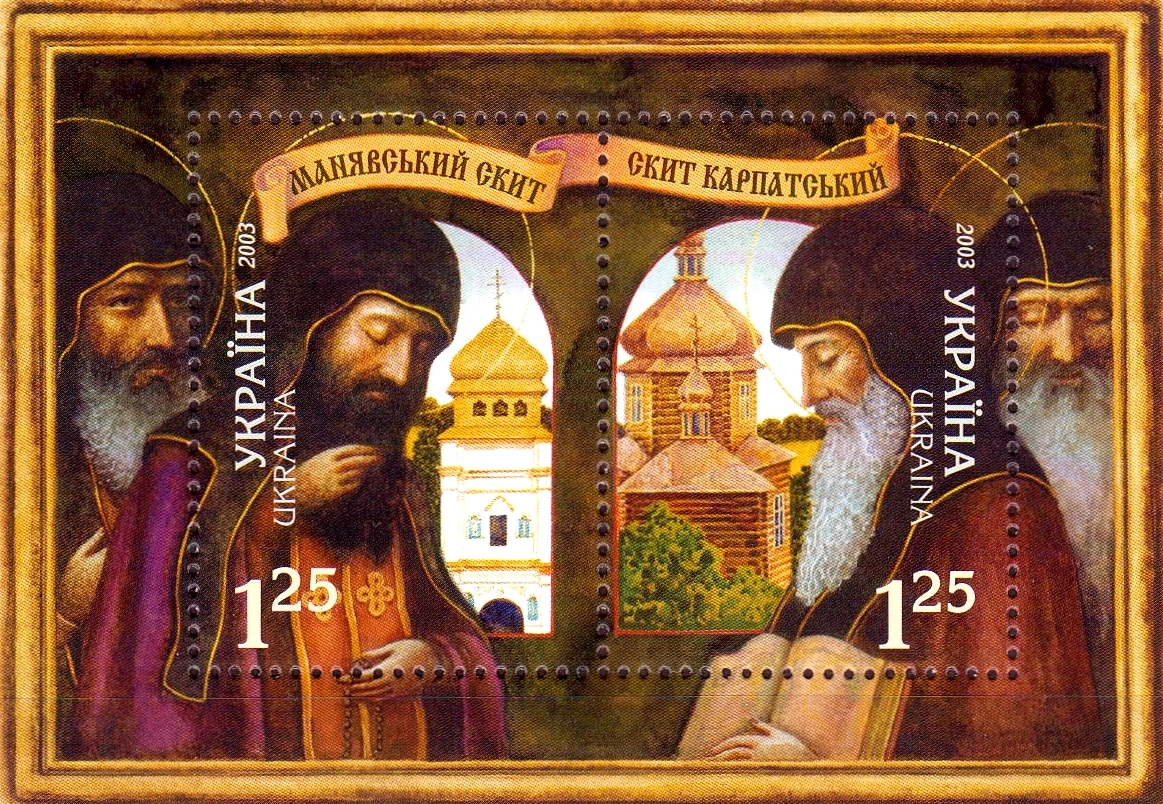
Job et Théodoze de Manyava, timbre ukrainien de 2003 ;
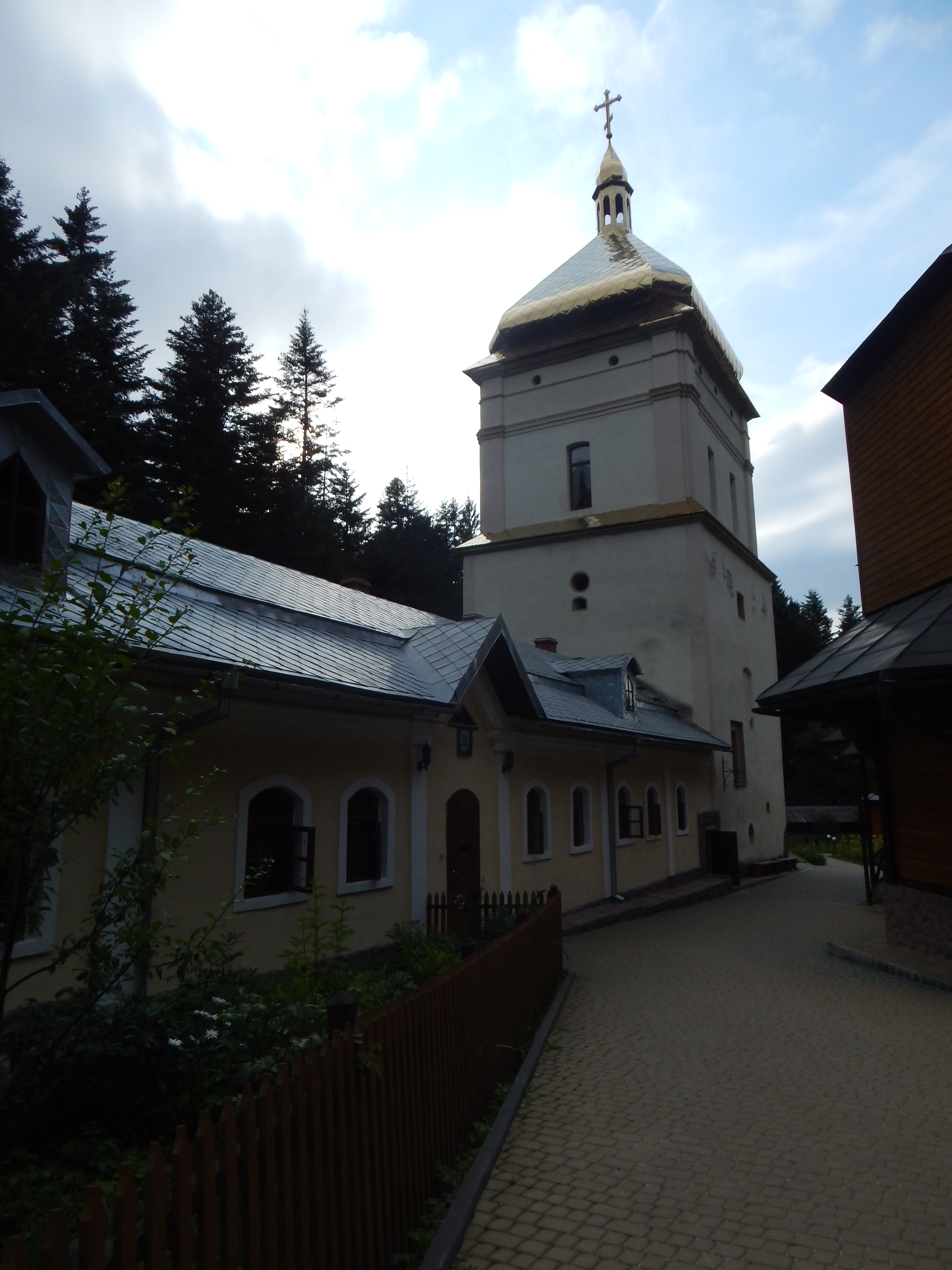
cellules monastiques,
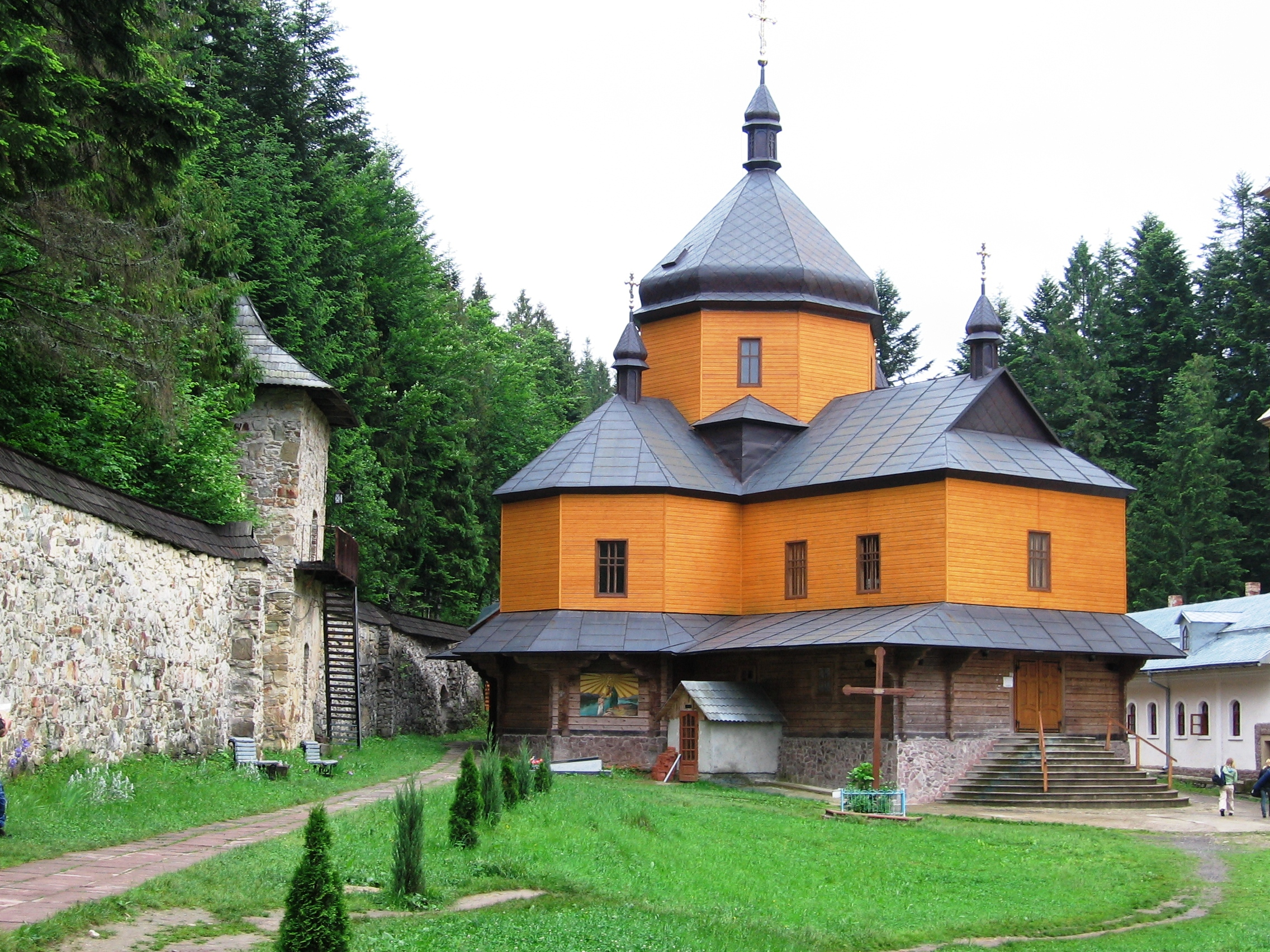
l'église de la vrai-croix,
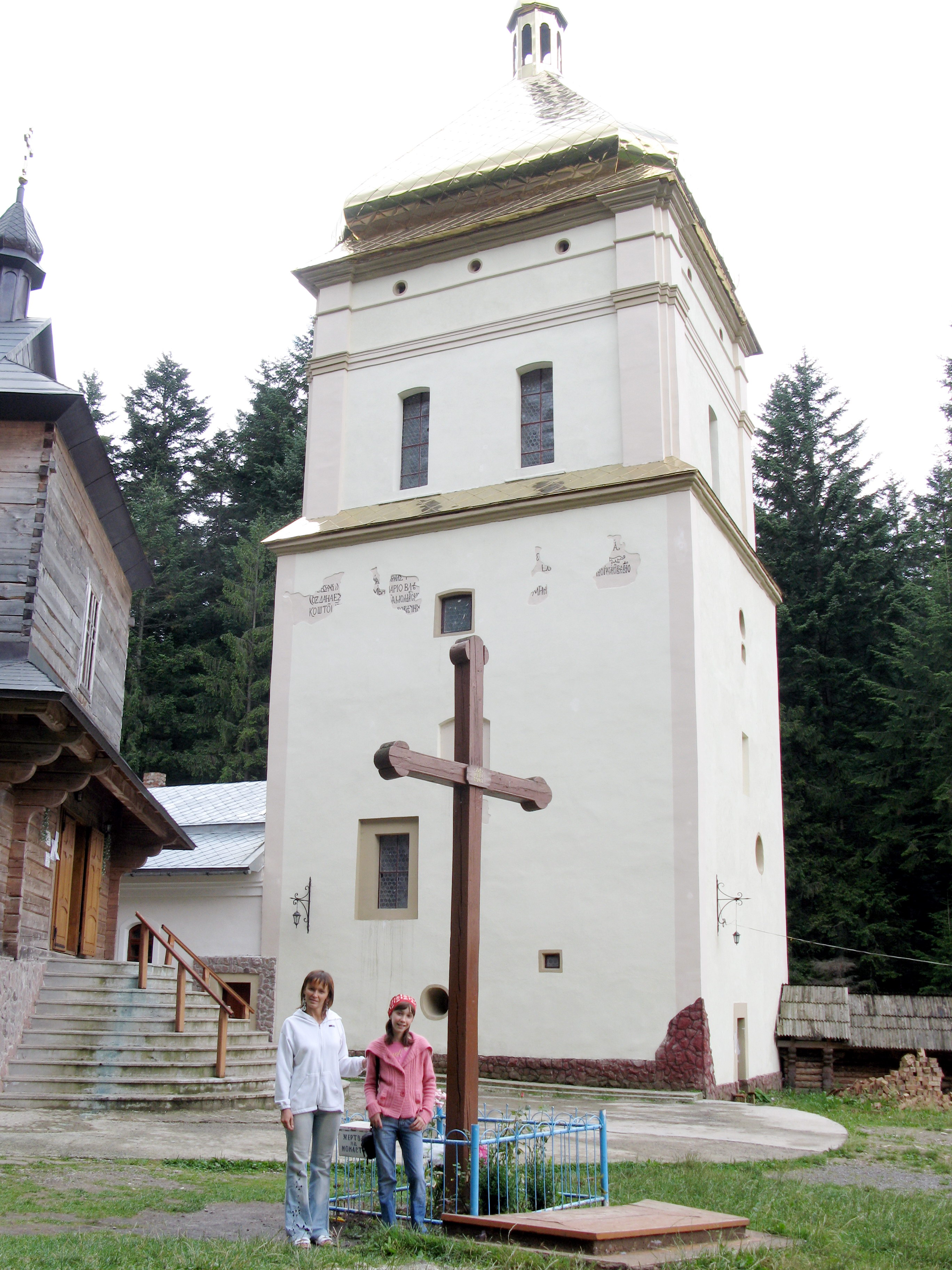
tour du trésor,
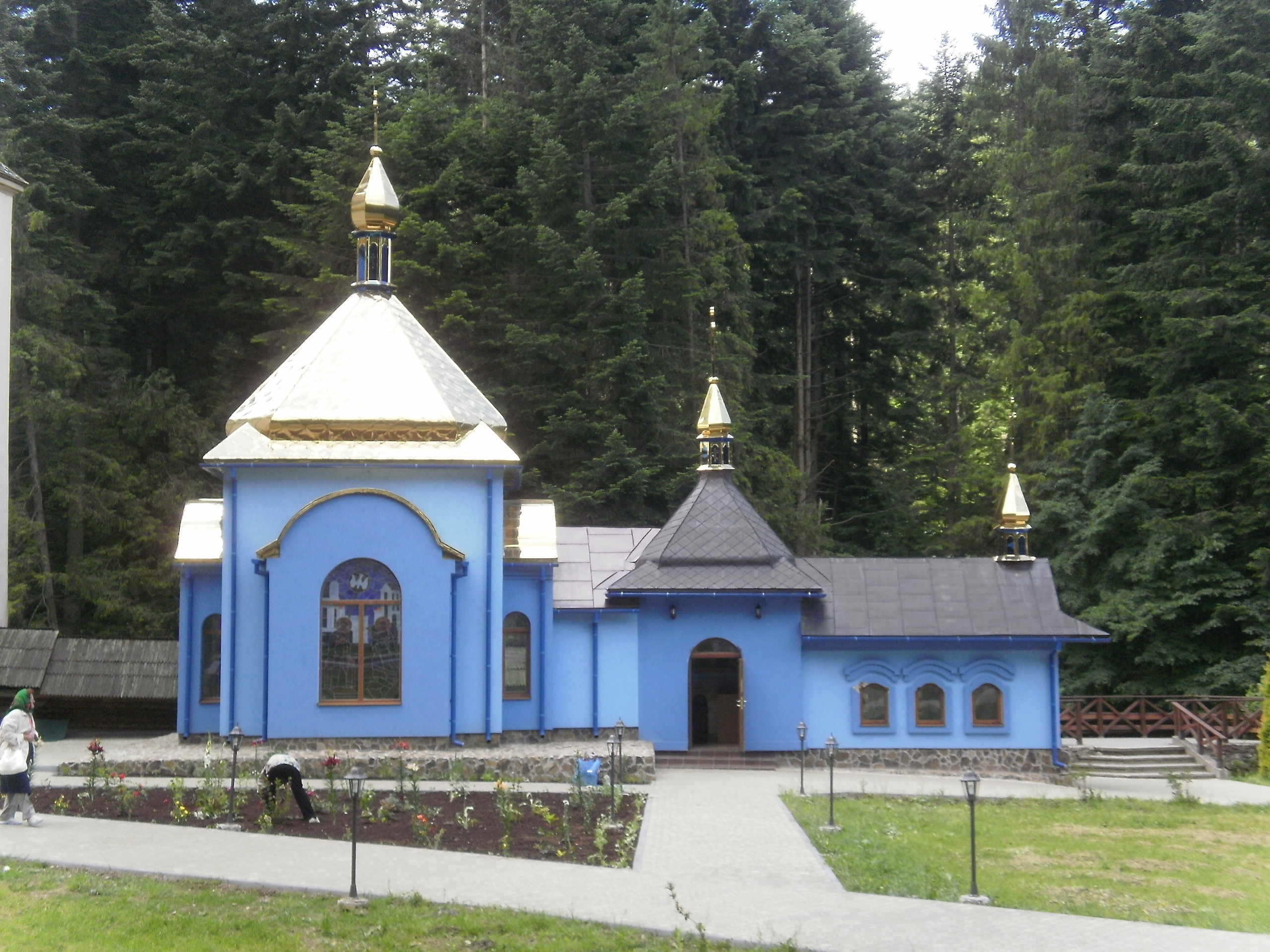
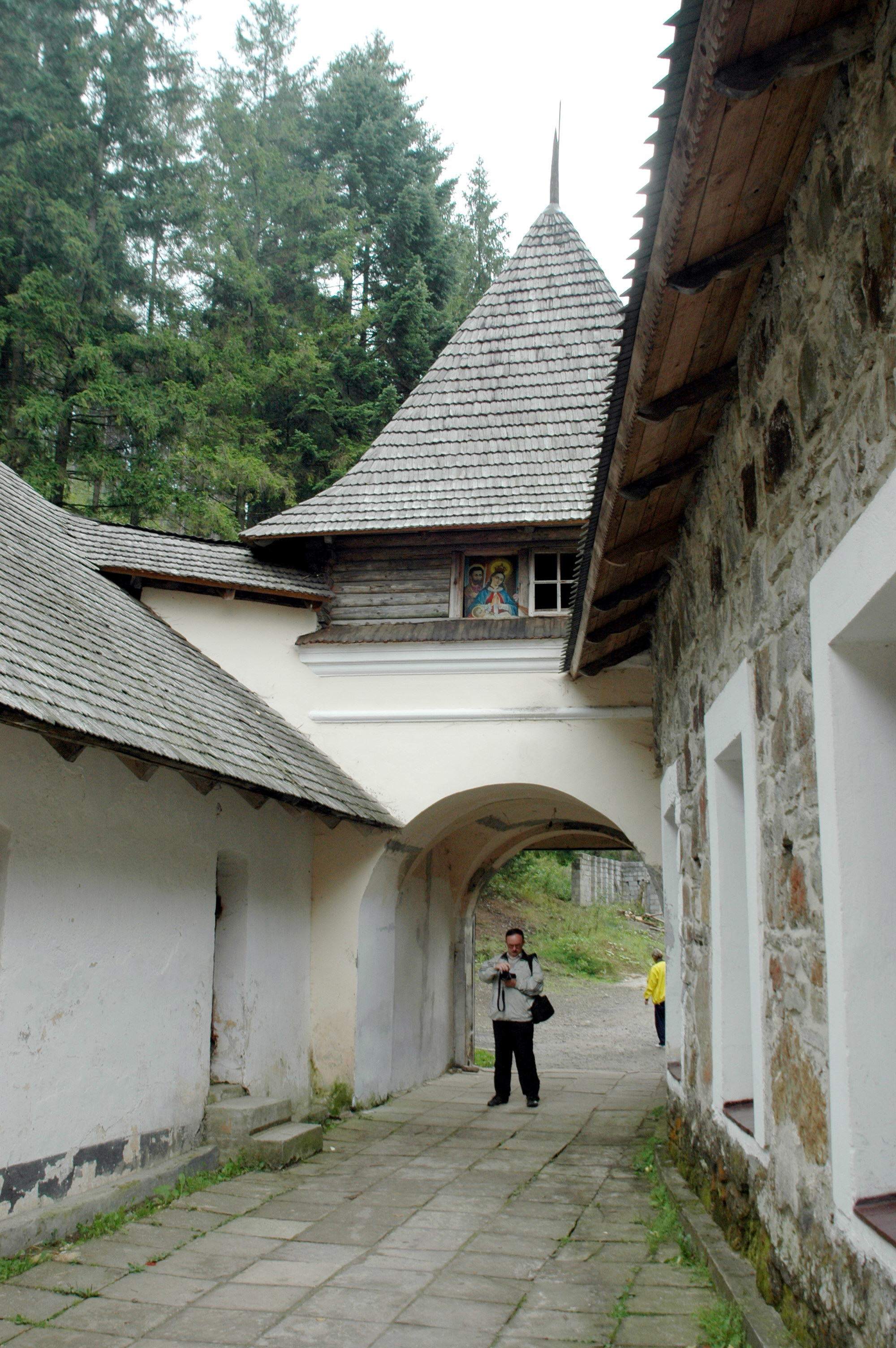
portail principal.

Il est aussi connu pour ses apparitions de la Vierge Marie et les larmes de myrrhe qui coulèrent en 2004 et 2012 de l'icone représentant Marie.
Créé par Job de Manyava en 1611, il devint prot en 1628. Il est clos le 1er juillet 1785 par les autorités autrichiennes. Il n'est rétabli qu'après la chute du communisme en 1991, le monastère est ouvert au début des années 2000.

## Patrimoine artistique
Il y a trois églises dans le sanctuaire : l'église de l'Exaltation de la vrai-croix, l'église st-Michel et l'église des saints Boris et Gleb.

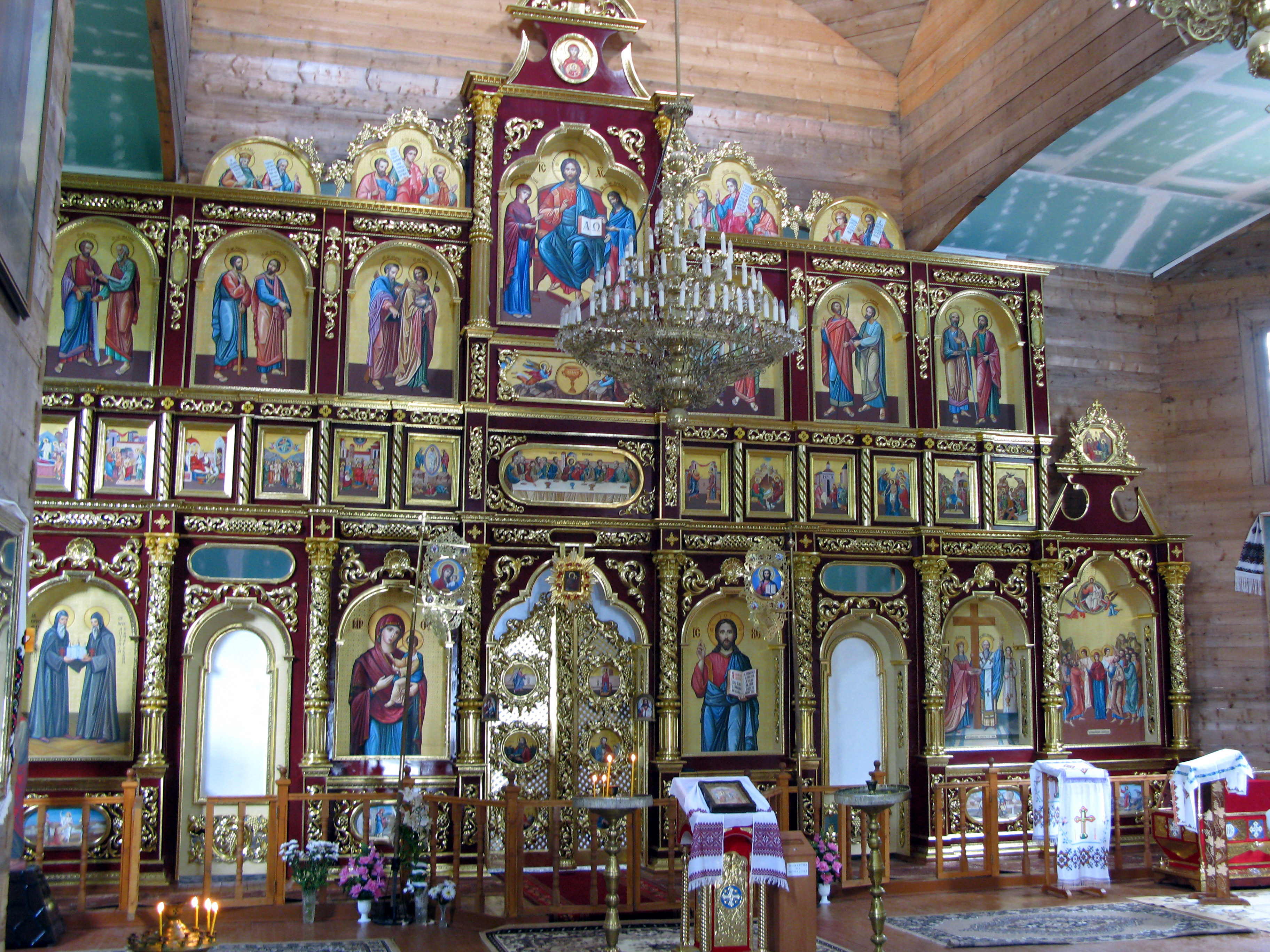
Iconostase,
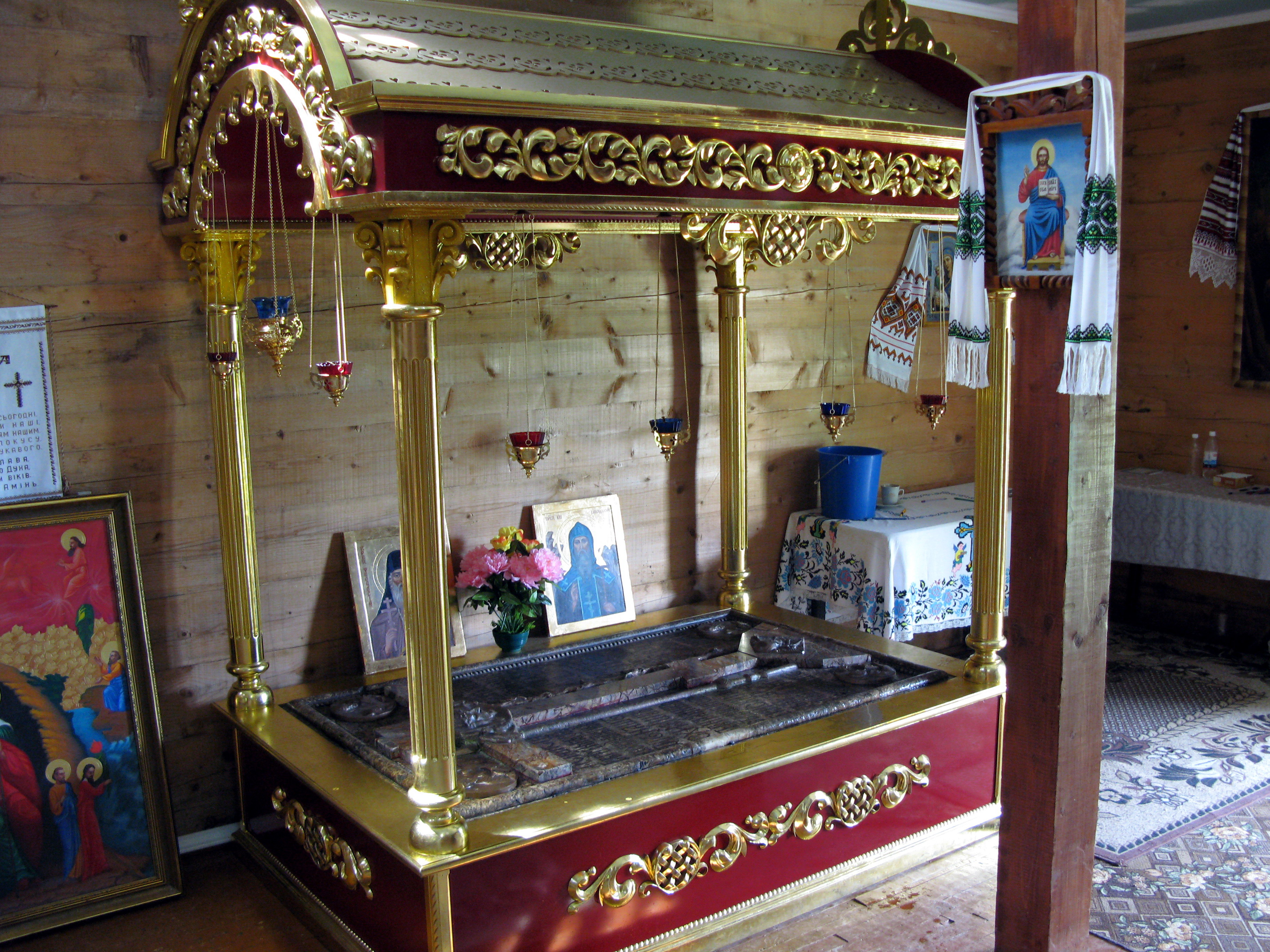
stèle,
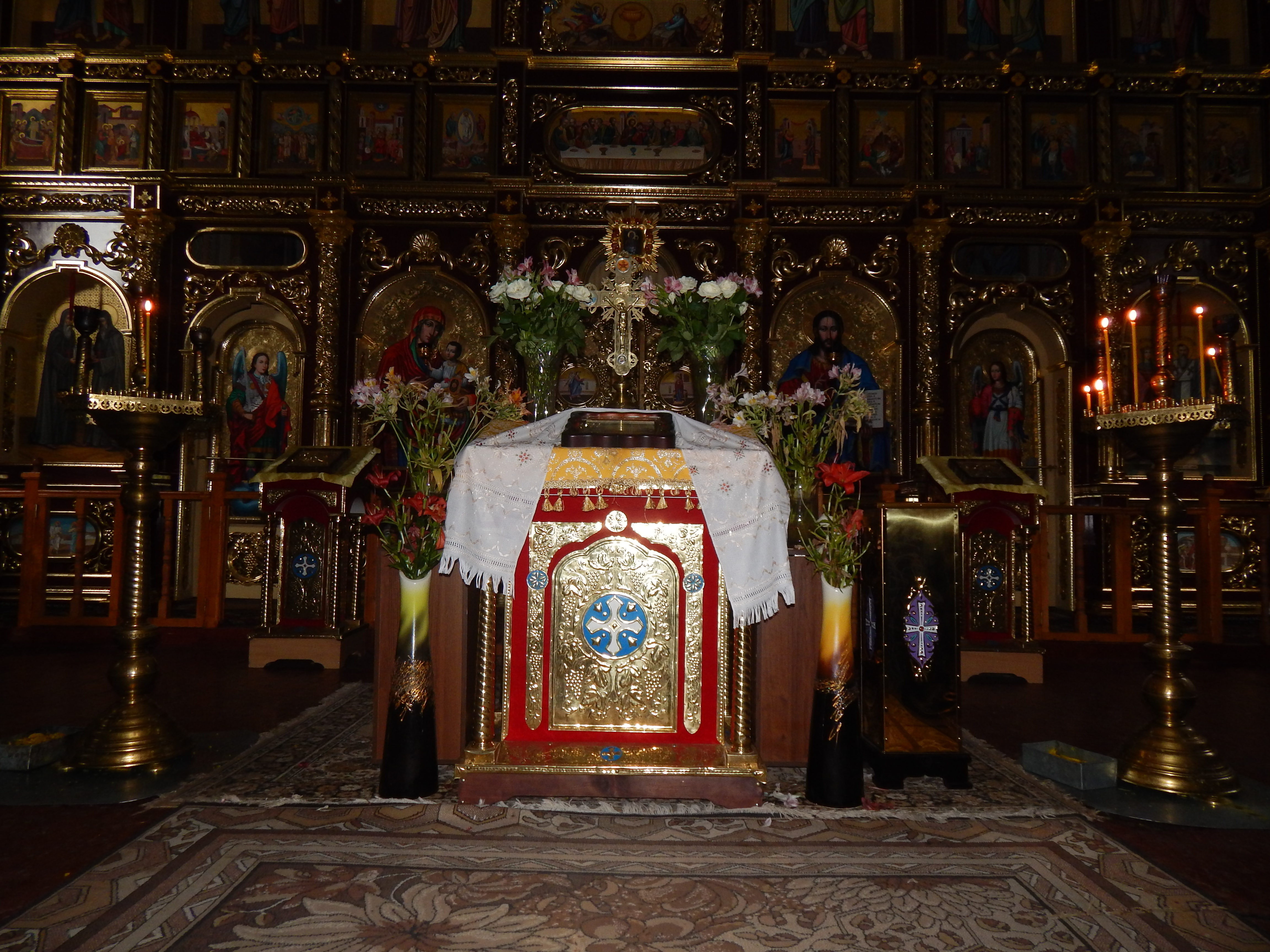
autel,
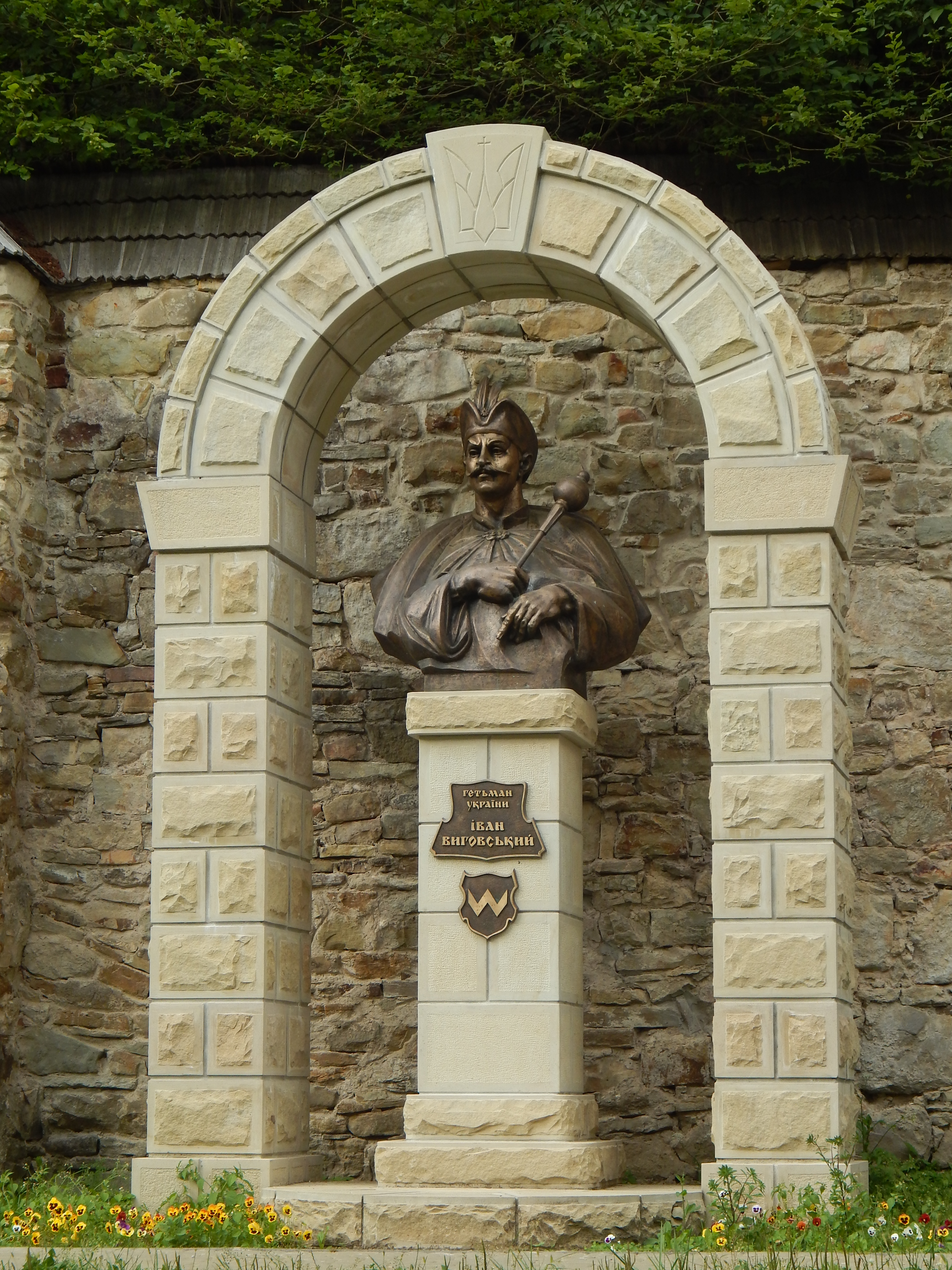
buste d'Ivan Vyhovsky.

## Patrimoine naturel
Le monastère est entouré de la réserve naturelle du Skyt-Maniavskyi.

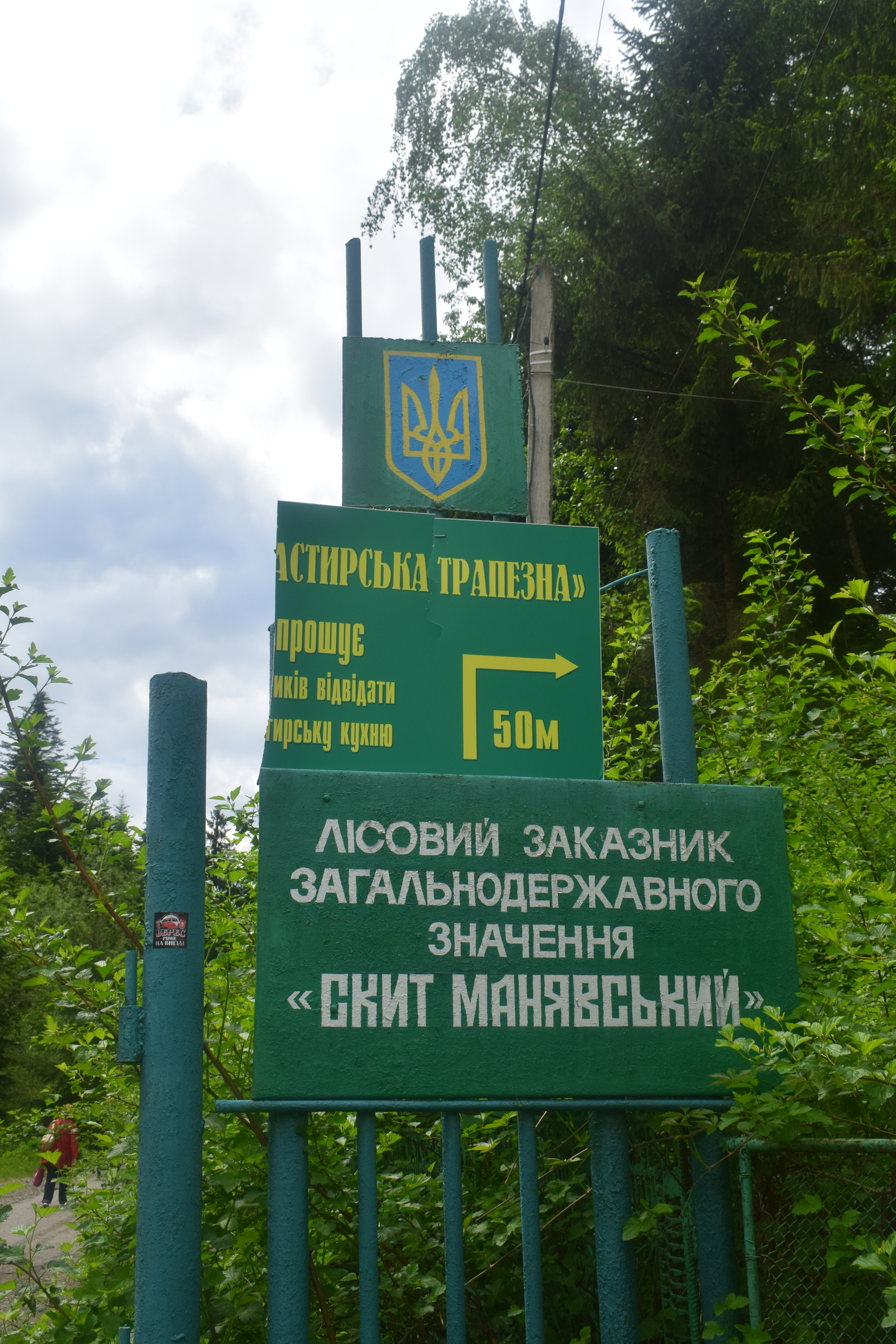
Entrée
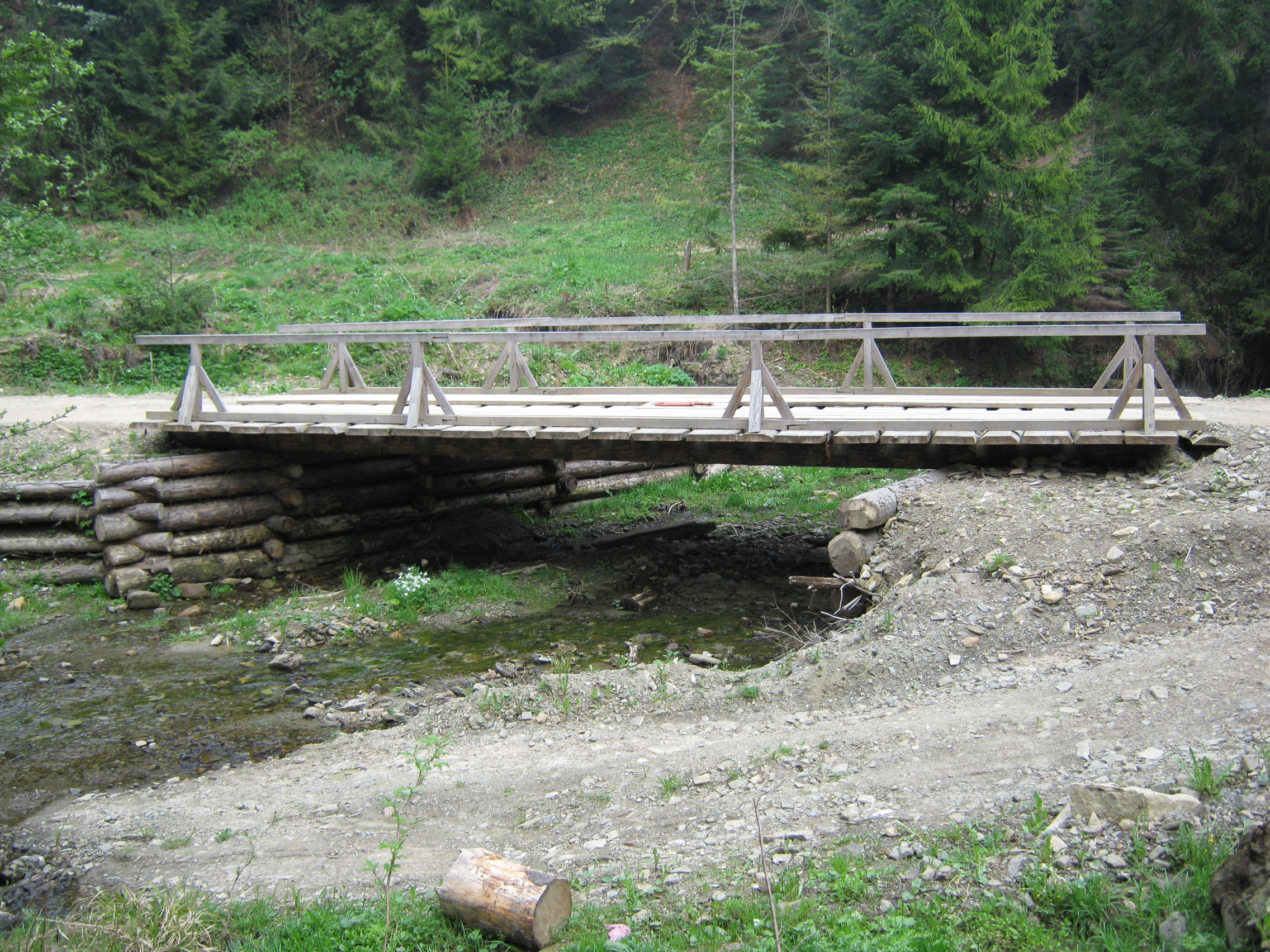
petit pont,
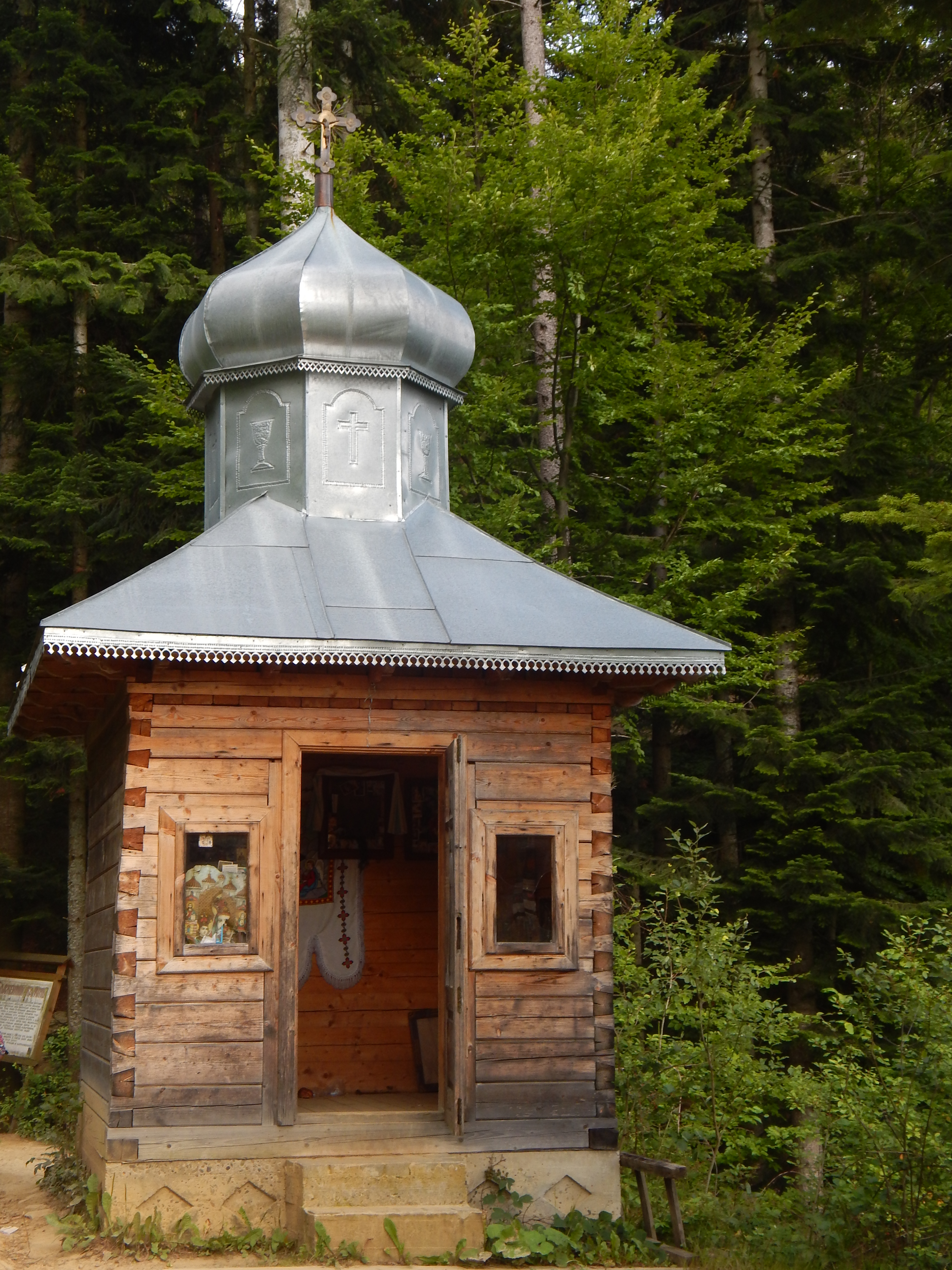
chapelle,
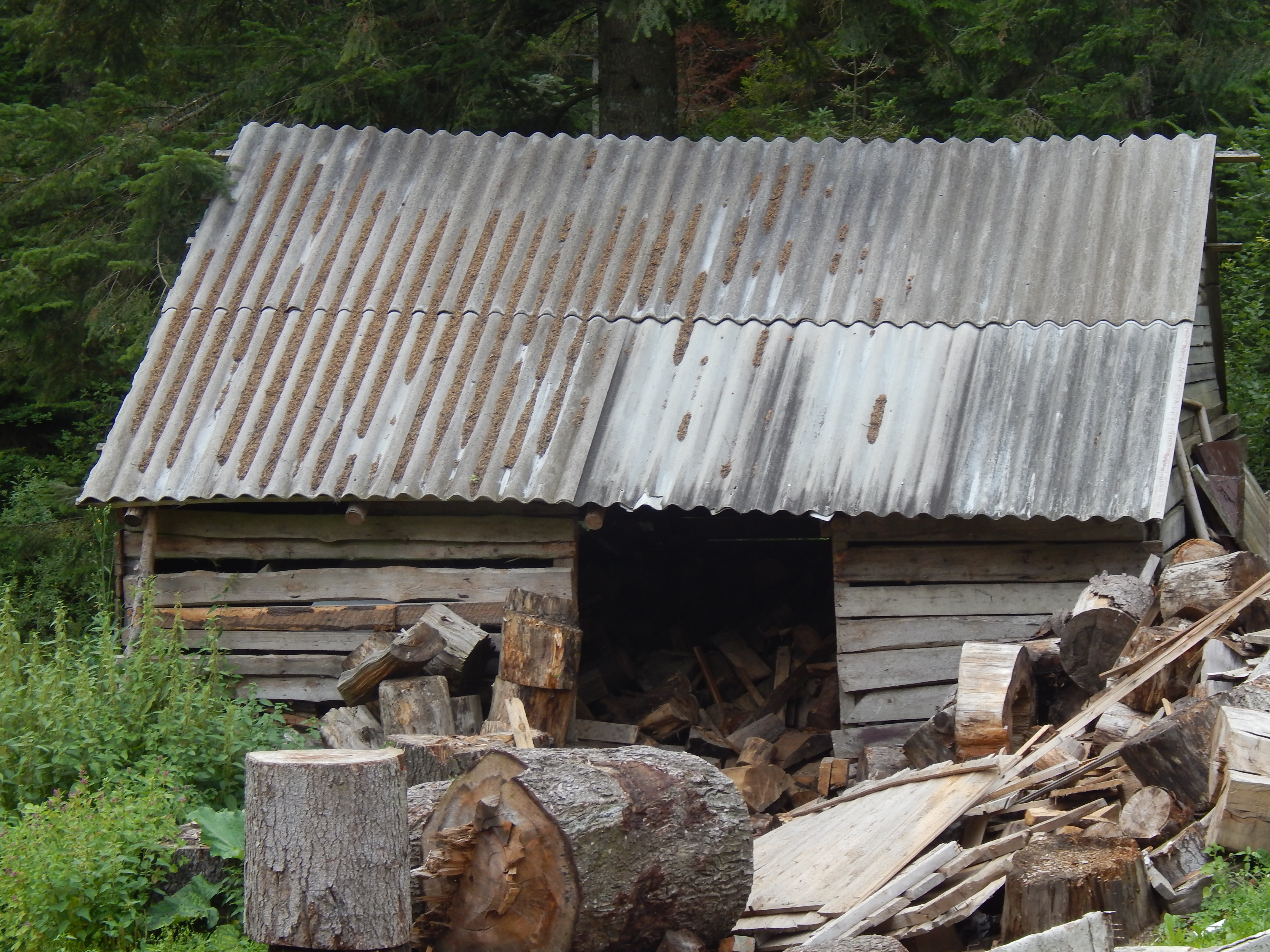
cabanon,
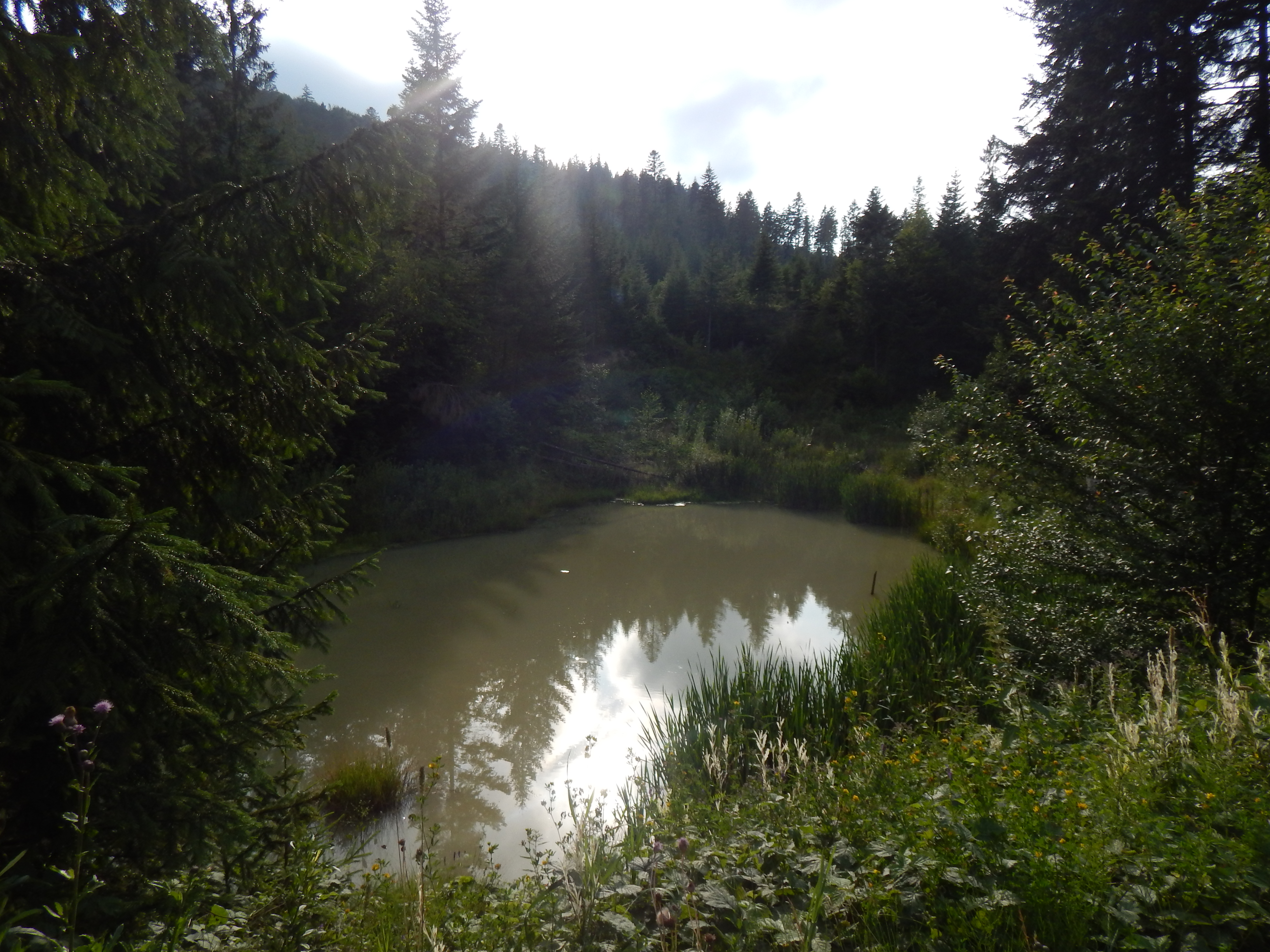
lac,
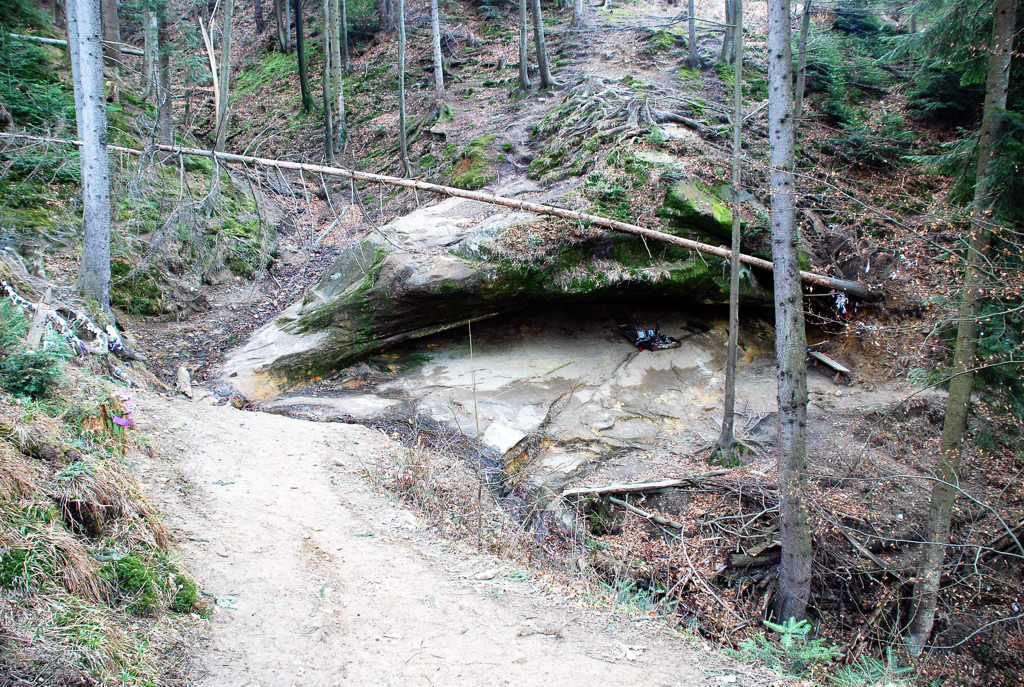
abris sous roche.